# Adetus lewisi
Adetus lewisi es una especie de escarabajo del género Adetus, familia Cerambycidae. Fue descrita científicamente por Linsley & Chemsak en 1984.
Habita en los Estados Unidos y México. Los machos y las hembras miden aproximadamente 8-11 mm. El período de vuelo de esta especie ocurre en los meses de junio, julio y agosto.